# Ängelholm
Ängelholm település Svédország legdélibb megyéjében, Skåne megyében. A város alkotja Ängelholm község központját. Itt található a világ talán legexkluzívabb autógyára, a Koenigsegg Automotive AB.

## Nevezetes személyek
- Christian von Koenigsegg Üzletember, a Koenigsegg Automotive alapítója.
- Jörgen Elofsson, zeneszerző
- Jill Johnson, énekes
- Jarl Kulle, színész és filmrendező
- Jenny Silver, énekes
- Malik Bendjelloul, Oscar-díjas filmrendező
- Emma Andersson, énekes, modell, és TV-s személyiség

## Népesség
A település népességének változása:
| Lakosok száma | 23 240 | 331  | 28 033 | 28 126 | 342  | 28 038 | 331  | 31 089 |
|               | 2010   | 2015 | 2016   | 2017   | 2018 | 2019   | 2020 | 2023   |

## Nemzetközi kapcsolatok
A város községszinten tart fenn testvérvárosi kapcsolatot:
- Høje-Taastrup, Dánia
- Maaninka, Finnország
- Dobele, Lettország
- Kamen, Németország